# Francis Garnier

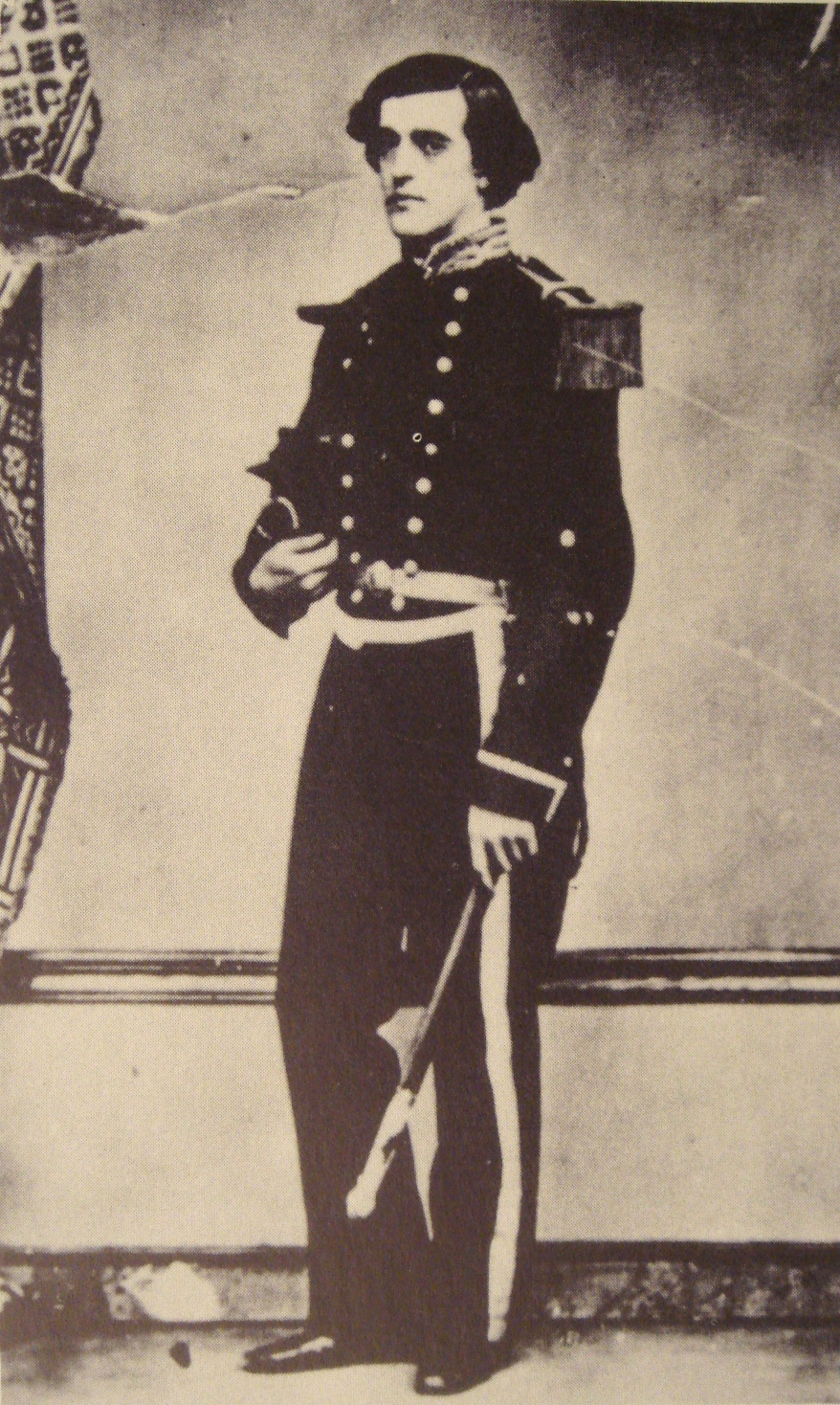
Francis Garnier

Marie Joseph François Garnier (* 25. Juli 1839 bei Saint-Étienne; † 21. Dezember 1873 bei Hanoi) war ein französischer Marineoffizier und Forschungsreisender.

## Biographie
Garnier wurde in eine royalistische Familie geboren. Diese zog 1846 von Saint-Étienne nach Montpellier. Dort besuchte er das Gymnasium und trat in seinem fünfzehnten Lebensjahr in die École Navale ein. Bereits 1857 war er Aspirant zweiter Klasse (Anwärter auf die Offizierslaufbahn) und nahm an einer Schiffsexpedition nach Brasilien und La Plata teil.
1860 wurde er zum Fähnrich befördert und diente im Stab des Konteradmirals Charner der für eine militärische Intervention nach China und Cochinchina entsandt wurde. Garnier blieb in Asien und trat 1863 in die Inspection des affaires indigènes ein, bei der er ein erstes kleines Buch la Cochinchine française en 1864 veröffentlichte. 1864 wurde Garnier vom Minister für Marine und Kolonien, Prosper de Chasseloup-Laubat, beauftragt eine Erkundung des Mekong, ausgehend von Saigon zu planen. Diese sollte 1866 starten. Ein weiteres Mitglied dieser Expedition sollte Paul-Louis-Félix Philastre sein. 1865 folgte die zweite Veröffentlichung de la colonisation de Cochinchine.
Die von Garnier geplante Expedition begann Anfang Juli 1866. Sie wurde von Ernest Doudart de Lagrée geführt. Von Saigon aus fuhren sie zuerst mit zwei Kanonenbooten zu ihrer ersten Station Udong. Dort erhielten sie die notwendigen Papiere um die Expedition durchzuführen. Da die Kanonenboote zurückbeordert wurden, musste die Expedition mit acht Barken fortgeführt werden. Die Expedition stieß bis zu den Mekongfällen vor. Anfang September kehrte die Expedition zurück und schiffte sich in die Militärbasis Bassac ein.
nach dem Tod Lagrées 1868 wurde weitere Untersuchung des Mekong vorgenommen. Hierbei drang er bis nach Dali vor und befuhr den Jangtsekiang bis Hankou, dem heutigen Wuhan. Diese Expedition dauerte fast eineinhalb Jahre.
Garniers Forschung Asiens wurde durch den Deutsch-Französischen Krieg unterbrochen. Zuerst war er Kommandant auf einem Kanonenboot auf dem Rhein. Danach auf eine Schaluppe auf der Seine. Dort diente er sich vom Leiter der Ersten Hilfe bis zum Stabschef des Konteradmirals Mèquer hoch. Bei der Belagerung war er im Pariser Vorort Montrouge stationiert. Dieser war besonders vom preußischen Artilleriebeschuss betroffen.
Im November 1872 kehrte Garnier nach Schanghai zurück um seine dritte Expedition durchzuführen. Im Januar 1873 erreichte er Hankou. Auf Einladung reiste er nach Peking, das er kurz darauf wieder verließ, um im Mai wieder in Hankou einzutreffen. Von dort aus fuhr er mit dem Boot über den Dongting-See den Jangtsekiang flussaufwärts bis Chongqing. Dann auf dem Landweg nach Guizhou. In der Folge drang er bis Tibet vor. Auf Anweisung von Admiral Dupre musste Garnier seine Expedition abbrechen. Der im August 1873 angetretene Rückweg nach Saigon sollte drei Monate, bis Oktober, dauern.
Von Saigon aus leitete er eine militärische Expedition nach Tonkin. Er nahm am 20. November 1873 Hanoi, fiel aber am 21. Dezember im Kampf gegen die Schwarzen Flaggen.
Nach Francis Garnier wurden mehrere Schiffe der französischen Marine benannt (siehe Francis Garnier (Schiffsname))

## Veröffentlichungen
- La Cochinchine française en 1864 (1864)
- De la colonisation de Cochinchine (1865)
- Chronique royale du Cambodge (1871)
- Le siège de Paris (1872)
- Voyage d'exploration en Indochine pendant 1866-68. 2 Bde. (1873)
- Posthum: De Paris au Tibet (1887)